# Japalura brevipes
Japalura brevipes là một loài thằn lằn trong họ Agamidae. Loài này được Gressitt mô tả khoa học đầu tiên năm 1936.